# Кирилліха
Кири́лліха (рос. Кириллиха) — село у складі Александрово-Заводського району Забайкальського краю, Росія. Входить до складу Шаранчинського сільського поселення.

## Населення
Населення — 167 осіб (2010; 211 у 2002).
Національний склад (станом на 2002 рік):
- росіяни — 98 %